# Хозенфельд, Вильгельм
Вильге́льм «Вильм» Адальберт Хо́зенфельд (нем. Wilhelm Adalbert Hosenfeld; 2 мая 1895, Макенцель, Гессен-Нассау, Германия — 13 августа 1952, близ Сталинграда, СССР) — учитель, офицер немецкой армии, дослужившийся до звания капитана (нем. Hauptmann) к концу войны. Спас несколько поляков и евреев в оккупированной Польше. Возможно, наиболее известен благодаря помощи польско-еврейскому пианисту и композитору Владиславу Шпильману, который прятался в руинах Варшавы в течение последних месяцев 1944 года.

## Биография
Вильгельм Хозенфельд родился 2 мая 1895 года в консервативной и набожной католической семье учителя в городке Макенцель, недалеко от Фульды. Жизнь всей семьи имела ярко выраженный католический уклад, во время обучения особое внимание уделялось христианской социальной справедливости. Его мировоззрение сложилось под влиянием идей католического активизма, прусской дисциплины, немецкого патриотизма, а в годы брака — всё нараставшего пацифизма его жены Аннемарии. Важную роль в становлении его личности сыграло движение Wandervogel (Вандерфогель) и его сторонники. Служил в немецкой армии в Первую мировую войну с 1914 года, в 1917 году был ранен.
Хозенфельд был призван в вермахт в августе 1939 года и направлен в Польшу, где и находился с середины сентября 1939 года до занятия территории Польши советскими войсками 17 января 1945 года. Первым пунктом назначения был город Пабьянице, где он участвовал в постройке и введении в эксплуатацию лагеря для военнопленных. Следующая дислокация, с декабря 1939 года, — город Венгрув, где он оставался, пока батальон не переместили на 30 км к городу Ядув в конце мая 1940 года. В конце концов его перевели в Варшаву в июле 1940 года, где он провёл оставшуюся часть войны, прикреплённый к охранному батальону 660 (нем. Wachbataillon 660), части охранного полка Варшавы, где он служил в качестве штабного офицера (нем. Stabsoffizier), а также как батальонный спорт-офицер.
Несмотря на то, что Хозенфельд был членом НСДАП с 1935 года, в нём росло недоверие к партии и нацистской идеологии, особенно после того, как он своими глазами видел страдания поляков и евреев. Он и некоторые его товарищи — офицеры вермахта сочувствовали жителям оккупированной Польши, пытались помочь им по мере возможности, стыдясь того, что совершали некоторые их соотечественники.
Из «Варшавских дневников» Владислава Шпильмана:
На этот раз я осмелился задать вопрос — он просто вырвался у меня: 
— Вы немец? 
Он покраснел и чуть ли не крикнул запальчиво, будто я его обидел: 
— Да, к сожалению, я немец. Я хорошо знаю, что творилось здесь, в Польше, и мне стыдно за мой народ.
Последний раз Шпильман увиделся с Хозенфельдом 12 декабря 1944 года. На прощание он впервые назвал ему своё имя и место работы, чтобы Хозенфельд, в случае чего, мог обратиться к нему за помощью.
Вильгельм Хозенфельд был взят в плен советскими войсками 17 января 1945 года в небольшом городке Блоне, в 30 км западнее Варшавы, с группой солдат вермахта, которой он командовал. В своих дневниках Владислав Шпильман пишет, как его коллега с Радио Зигмунт Ледницкий, возвращаясь после военных скитаний в Варшаву, наткнулся по дороге на временный лагерь для немецких военнопленных. Не сдержав эмоций, он крикнул: «Вы заявляли, что вы — цивилизованный народ, а у меня, артиста, отобрали всё, что у меня было, — мою скрипку». Тогда один немецкий солдат подошёл к ограде и спросил у него, знает ли он Шпильмана. Тот ответил утвердительно, и тогда солдат назвался немецким офицером, который помогал укрывать Шпильмана на чердаке в штабе немецкой обороны Варшавы (последнее пристанище Шпильмана, где он укрывался в ноябре—декабре 1944). Он попросил Ледницкого сообщить о нём Шпильману, чтобы тот помог ему выбраться, но тут Ледницкого стала отгонять охрана, и он не смог расслышать фамилию немца. Хозенфельд был приговорён к 25 годам заключения как военный преступник. Сотрудники советской контрразведки предполагали, что он был агентом абвера и службы безопасности рейхсфюрера СС (СД). Несмотря на прошения поляков в его защиту, советские спецслужбы не сняли обвинение против Хозенфельда. Он скончался в советском лагере 13 августа 1952 года около десяти часов вечера от разрыва аорты. Оставил после себя жену и пятерых детей.

## После смерти
В фильме «Пианист», снятом по автобиографии Владислава Шпильмана, Вильгельма Хозенфельда сыграл Томас Кречман.
Сын Владислава Шпильмана Анджей с 1984 года просил Яд ва-Шем признать Хозенфельда Праведником народов мира, но не получал ответа. Вместе с ним и вся семья Шпильмана и тысячи других людей считали, что Хозенфельд достоин этого звания за человечность во время войны.
В октябре 2007 Хозенфельд был посмертно награждён президентом Польши Лехом Качиньским командорским крестом ордена Возрождения Польши.
25 ноября 2008 Яд ва-Шем признал Хозенфельда Праведником народов мира. 19 июня 2009 израильские дипломаты вручили награду сыну Хозенфельда Детлефу в Берлине.
4 декабря 2011 в присутствии дочери Хозенфельда Йоринде и жены Владислава Шпильмана Галины Шпильман на аллее Независимости (al. Niepodległości ), д. 223 в Варшаве, в том месте, где Хозенфельд обнаружил Шпильмана, была открыта мемориальная доска.

## Награды[3]
- Железный крест 2-го класса
- Нагрудный знак «За ранение» в чёрном
- Почётный крест ветерана войны с мечами
- Спортивный знак СА
- Крест Военных заслуг 2-го класса с мечами
- Орден Возрождения Польши, командорский крест (октябрь 2007; посмертно)
- Почётное звание «Праведник народов мира» (21 июня 2009; посмертно)[4]